# Cryptactites peringueyi
Cryptactites peringueyi là một loài thằn lằn trong họ Gekkonidae. Loài này được Boulenger mô tả khoa học đầu tiên năm 1910. Tên loài được đặt theo tên của nhà côn trùng học người Nam Phi gốc Pháp Louis Albert Péringuey (1855-1924)